# Rutheniumrot
Rutheniumrot, auch als Ruthenrot bezeichnet, ist ein Komplexsalz des Metalles Ruthenium, das als Farbstoff in der botanischen und zoologischen Histologie zur Anfärbung spezifischer Polysaccharidstrukturen verwendet wird. Nach der chemischen Nomenklatur lautet der Name: Tetradecaammin-di-µ-oxo-triruthenium(III,IV)-hexachlorid-Hydrat mit der Halbstrukturformel [(NH3)5Ru3+-O-Ru4+(NH3)4-O-Ru3+(NH3)5]Cl6·H2O.

## Gewinnung und Darstellung
Rutheniumrot kann durch Reduktion von in Salzsäure gelöstem Ruthenium(III)-chlorid mit Ethanol und anschließender Reaktion mit einer Ammoniaklösung dargestellt werden.

## Eigenschaften
Rutheniumrot ist ein purpurroter, kupferglänzender, kristalliner Feststoff. Er verliert bei 85 °C zwei Mol Kristallwasser, bei 150 °C das Restliche. Der wasserfreie Komplex bleibt bis 200 °C stabil. In 0,1 N Ammoniak ist es löslich. Die äußerst intensive Rotfärbung ist noch bei einer Verdünnung von 1 ppm sichtbar. Die Verbindung ist ein empfindlicher Redox-Indikator, der in saurer Lösung durch Oxidation von Rot nach Gelb umschlägt.

## Verwendung
Rutheniumrot wird in der Zoologie zur Anfärbung von Mucopolysacchariden verwendet, in der Botanik lassen sich Pektinstrukturen, wie z. B. die des Kollenchyms, anfärben. Die angefärbten Strukturen erscheinen dabei lichtmikroskopisch, entsprechend der Namensgebung des Farbstoffs, leuchtend rot.
Experimentell kommt Rutheniumrot bei der Untersuchung des Calciumtransports zum Einsatz, da es insbesondere die intrazelluläre Calciumfreisetzung des Ryanodin-Rezeptors und die Aufnahme von Calcium in die Mitochondrien inhibiert.
Ferner hemmt Rutheniumrot die Polymerisation von Tubulindimeren und moduliert die Aggregation von FtsZ bei der Zellteilung von Bakterien.
Daneben wird Rutheniumrot auch als Redoxindikator und zur Textilfaseruntersuchung verwendet.